# Lupe o le Soaga
Lupe o le Soaga là một câu lạc bộ bóng đá Samoa đến từ Tuanaimato. Hiện tại đội bóng đang thi đấu ở Samoa National League.

## Lịch sử
Lupe o le Soaga từng thi đấu ở First Division, giải đấu cao thứ hai của Samoa National League trong suốt mùa giải 2011–12, khi mà họ đứng thứ 2 sau Vaimoso. Hình như đội bóng được thăng hạng khi họ được thi đấu ở Samoa National League 2012–13, nơi đội bóng giành chức vô địch và chỉ thua một lần trong suốt mùa giải. Đội bóng cũng vô địch Samoa Cup, khi đánh bại Kiwi 2–1 trong trận chung kết. Kiwi dẫn trước, nhưng Lupe quân bình tỉ số với một quả phạt đền. Thêm 20 phút hiệp phụ nữa đã diễn ra và ở hiệp phụ thứ 2, Lupe đã ghi bàn giành chiến thắng. Đội bóng nữ Lupe ole Soaga là á quân của  Cúp Bóng đá Nữ mùa giải 2012–13.

## Danh hiệu
- Samoa National League: 7

2012–13, 2014/15, 2016, 2017, 2019, 2020, 2021
- Samoa Cup: 1

2012-13

## Đội hình hiện tại
Đội hình thi đấu tại OFC Champions League 2014–15
Ghi chú: Quốc kỳ chỉ đội tuyển quốc gia được xác định rõ trong điều lệ tư cách FIFA. Các cầu thủ có thể giữ hơn một quốc tịch ngoài FIFA.
| Số | VT | Quốc gia | Cầu thủ         |
| -- | -- | -------- | --------------- |
| 1  | TM | Samoa    | Ted Sikovi      |
| 2  | HV | Samoa    | Vaalii Faalogo  |
| 3  | HV | Samoa    | Andrew Setefano |
| 4  | HV | Samoa    | Vito Laloata    |
| 5  | HV | Samoa    | Suivai Ataga    |
| 6  | TV | Samoa    | Lionel Taylor   |
| 7  | TV | Samoa    | Silao Malo      |
| 8  | TV | Samoa    | Kareti Soafa    |
| 9  | TĐ | Samoa    | Lapalapa Toni   |
| 10 | TĐ | Samoa    | Luki Gosche     |
| 11 | TV | Samoa    | Ishamel Taulai  |

| Số | VT | Quốc gia | Cầu thủ                   |
| -- | -- | -------- | ------------------------- |
| 12 | TĐ | Samoa    | Faafua Ataga Laloata      |
| 13 | TV | Samoa    | Oscar Amataga             |
| 14 | HV | Samoa    | John Te'o                 |
| 15 | HV | Samoa    | Victor Lapalapa           |
| 16 | TĐ | Samoa    | Soliai Letutusa           |
| 17 | TV | Samoa    | Ikenasio Gosche           |
| 18 | TV | Úc       | Scott Gannon              |
| 19 | HV | Samoa    | Paul Ualesi               |
| 20 | TV | Samoa    | Apisaloma Faafua Leiataua |
| 21 | TV | Samoa    | Vaa Taualai               |
| 22 | TM | Samoa    | Mataio Toetu              |